# Legion of Honor
Legion of Honor también conocida como Deserter es una película bélica del año 2002 británica, sobre un joven inglés que se unía a la Legión Francesa para después luchar por la independencia de Argelia de parte de los mismos franceses.

## Argumento
Ambientada en Argelia a fines de la década de 1950 y principios de la de 1960. Cuenta la historia de Simon Murray (Paul Fox), quien se enfrenta a diferencias de clase insuperables cuando conoce a la mujer de su vida en la Inglaterra de los años cincuenta. Desilusionado, decide unirse a la Legión Extranjera y es enviado a un puesto remoto en Argelia, donde es sometido a un entrenamiento brutal.
Aquí, desarrolla una profunda amistad con el legionario belga Pascal Dupont (Tom Hardy). A medida que el entrenamiento se acerca a las etapas finales, ambos legionarios se ven envueltos en la brutal guerra civil, con rebeldes del FLN que buscan la independencia de Francia, colonos franceses 'Pied Noirs' ('Black Feet') que desean que Argelia siga siendo parte de Francia y la Legión atrapada entre.

## Reparto
- Paul Fox es Simon Murray
- Tom Hardy es Pascal Dupont
- Kate Maberly es Jennifer
- Aitor Merino es Benito Valdes